# アルベルト・ロドリゲス (1984年生のサッカー選手)
アルベルト・フニオール・ロドリゲス・バルデロマル（Alberto Junior Rodríguez Valdelomar、1984年3月31日 - ）は、ペルー・リマ出身の元プロサッカー選手。元ペルー代表。現役時代のポジションは、ディフェンダー。

## 経歴

### クラブ
16歳で地元スポルティング・クリスタルのアカデミーに入団し、2002年にプロデビュー。4シーズンで3度のリーグ優勝を経験した。
2006年12月、SCブラガと3年半契約を結んだ。2007年2月のUDレイリア戦で移籍後初出場。
2011年5月、スポルティングCPに移籍。しかし慢性的な怪我の影響で公式戦の出場は13試合に留まった。2012年7月、デポルティーボ・ラ・コルーニャにレンタル移籍する予定だったが、メディカルチェックをパスできなかったためリスボンに戻った。
最終的にスポルティングCPとの契約を解除しリオ・アヴェFCと単年契約を結んだ。

### 代表
2006 FIFAワールドカップ・南米予選からコンスタントにペルー代表に選出された。
コパ・アメリカ2011では強固な守備ブロックを形成し、3位入賞に貢献した。

## 代表歴

### 出場大会
- ペルー代表
  - 2018 FIFAワールドカップ

### 試合数
- 国際Aマッチ 76試合 0得点（2003年-2018年）[15]

| ペルー代表 | 国際Aマッチ | 国際Aマッチ |
| 年         | 出場        | 得点        |
| ---------- | ----------- | ----------- |
| 2003       | 3           | 0           |
| 2004       | 2           | 0           |
| 2005       | 3           | 0           |
| 2006       | 2           | 0           |
| 2007       | 9           | 0           |
| 2008       | 4           | 0           |
| 2009       | 8           | 0           |
| 2010       | 0           | 0           |
| 2011       | 7           | 0           |
| 2012       | 3           | 0           |
| 2013       | 8           | 0           |
| 2014       | 2           | 0           |
| 2015       | 0           | 0           |
| 2016       | 11          | 0           |
| 2017       | 10          | 0           |
| 2018       | 4           | 0           |
| 通算       | 76          | 0           |

## タイトル

### クラブ
スポルティング・クリスタル
- プリメーラ・ディビシオン: クラウスーラ 2002, 2004, 2005

ブラガ
- UEFAインタートトカップ: 2008